# Trouble (juego de mesa)
Trouble es un juego de mesa en el que los jugadores compiten para ser los primeros en enviar cuatro piezas de todo el camino alrededor de un tablero. Las piezas se mueven de acuerdo a la tirada de un dado. Trouble fue desarrollado por los hermanos Kohner y fabricado inicialmente por Irwin Toy Ltd., después por Milton Bradley Company (ahora parte de Hasbro). El juego fue lanzado en Estados Unidos en 1965. Es muy similar al juego mucho más antiguo, Mensch-ärgere-dich-nicht, así como otro juego de Hasbro, Sorry! (originalmente comercializado por Parker Brothers).

## Descripción
Los jugadores pueden enviar las piezas de los oponentes de nuevo al comienzo de aterrizar en ellos. Las piezas son protegidas de la captura después de llegar a la final cuatro ranuras.
Los jugadores pueden mover las piezas de su inicio sólo cuando el dado cae en 6. Conseguir un 6 en cualquier punto en el juego de mesa también permite al jugador tomar otra vez, incluso si el jugador no puede mover ninguna de sus piezas (ya que no pueden aterrizar en cualquiera de sus piezas). También pueden mover una nueva pieza a cabo incluso si no tienen otra pieza actualmente en juego,  también puede hacer lo mismo si el artículo de otro jugador está ocupando su "start" el espacio (tanto el envío de piezas de ese jugador hacia atrás), pero no pueden hacerlo cuando uno de sus propias piezas está ocupando su "start" el espacio. 
Si el dado en el contenedor de "Pop-O-Matic" no ha aterrizado claramente en un número, entonces el jugador que metió puede aprovechar el "Pop-O-Matic", pero no puede volver a pop, mientras que la suerte está en el limbo. 
Los juegos similares intitulados Headache y Frustration también fueron producidos por la Milton Bradley Company. El juego se llama Frustration! en el Reino Unido, donde un campeonato del mundo se celebra cada dos años en la Isla de Wight en dos días, el morphing de un número de ligas y torneos regionales más pequeños jugó en las últimas dos décadas. En el Campeonato del Mundo Campeonato del primer año se decidió el 31 de diciembre y la segunda el 1 de enero. Premios en efectivo sustanciales se otorgan al ganador con 2012 campeón del mundo siendo Elizabeth O'Brien de Woolton, cerca de Liverpool. O'Brien también retuvo su corona mundial el 31 de diciembre de 2013, dándole tres victorias consecutivas y un premio en efectivo importante. El actual campeón del mundo de 2014 es el entrenador de fútbol y artesanal Andrew Rimmer.
- Datos: Q15891834